# Circonscription de Burji Special
La circonscription de Burji Special est une des 121 circonscriptions législatives de l'État fédéré des nations, nationalités et peuples du Sud, elle se situe dans la Zone Gedeo. Son représentant actuel est Bogale Geldo Chudje.